# Fernando Grana
Darley Fernando Grana (ur. 26 sierpnia 1979 w Indaiatuba) – włoski futsalista pochodzenia brazylijskiego. Zazwyczaj ustawiany w defensywie.
W reprezentacji zadebiutował w 1999 roku w meczu z Hiszpanią (2:2) w Singapurze. Jest rekordzistą rozegranych spotkań dla włoskiej kadry. Zagrał 103 spotkań (jubileuszowy 100 mecz rozegrał na Mistrzostwach Świata 2008 w II rundzie przeciwko Brazylii (0:3)). Największe osiągnięcia z drużyną narodową to Mistrzostwo Europy 2003, finał Mistrzostw Świata 2004 i brązowy medal Mistrzostw Świata 2008.
W swojej karierze Grana dwukrotnie zdobywał młodzieżowe mistrzostwo stanu Paulista i Złoty But dla najlepszego gracza tych mistrzostw. Były to lata 1995 i 1996. Grana reprezentował wówczas barwy A.C. Tejusa. Po dwóch tytułach w Liga Futsal (1997 i 1999) z Atletico/Pax Minas, Grana został zatrudniony przez A.S. Roma Futsal. Po trzech sezonach przeniósł się do Hiszpanii. Tam występował w PSG Móstoles Fútbol Sala i Playas de Castellón Fútbol Sala. W sezonie 2005/2006 powrócił do Włoch. Z Alter Ego Luparense zdobył Puchar Włoch, 2 razy Scudetto i Superpuchar Włoch. 
Od sezonu 2008 występuje w barwach Lazio Colleferro.